# Vorstendom Palts-Sulzbach (1615-1791)
Het vorstendom Palts-Sulzbach (Duits: Fürstentum Pfalz-Sulzbach) was een relatief klein land in het Heilige Roomse Rijk. Het vorstendom werd geregeerd door het Huis Palts-Sulzbach, een zijlinie van het Huis Wittelsbach. Omdat de vorsten van Sulzbach ook de titel 'hertog' voerden wordt het gebied ook vaak Hertogdom (Palts-)Sulzbach genoemd, hoewel het strikt genomen geen hertogdom was.
Palts-Sulzbach ontstond in 1615, na de verdeling van het vorstendom Palts-Neuburg onder de drie zonen van paltsgraaf Filips Lodewijk. Officieel bleef Sulzbach onderdeel van het vorstendom Palts-Neuburg. In 1656 werd het vorstendom volledig zelfstandig. De laatste vorst van Sulzbach, Karel Theodoor, erfde in 1742 de Palts en in 1777 ook het Keurvorstendom Beieren. In 1791 werd de regering in Sulzbach opgeheven en verenigd met Palts-Neuburg.
Het vorstendom Palts-Sulzbach bestond uit een aantal verspreide gebieden in de Opper-Palts. De belangrijkste steden in het gebied waren de hoofdstad Sulzbach en Weiden. Het vorstendom kreeg in 1697 een zetel in de Beierse Kreits, maar was niet vertegenwoordigd in de rijksdag.

## Geschiedenis

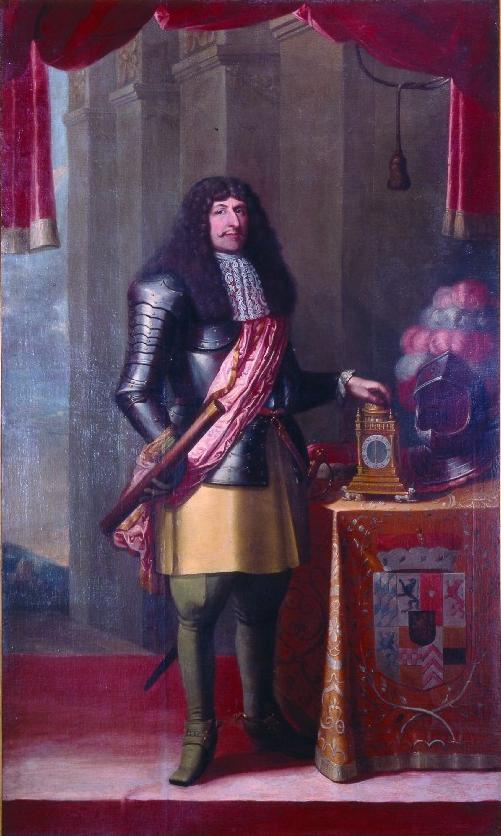
Portret van Christiaan August.

### Oprichting en oorlog
In 1614 stierf paltsgraaf Filips Lodewijk van Neuburg. Als oudste zoon erfde Wolfgang Willem het vorstendom Palts-Neuburg en de Nederrijnse hertogdommen Gulik en Berg. Na een lange strijd met zijn jongere broers stond Wolfgang Willem in 1615 het noordelijke deel van Palts-Neuburg als apanages aan hen af. August kreeg Sulzbach, Floß, Vohenstrauß en een aandeel in Parkstein-Weiden, Johan Frederik kreeg Hilpoltstein. De twee nieuwe vorstendommen waren niet volledig zelfstandig: de territoriale soevereiniteit (landeshoheit) bleef bij Palts-Neuburg. De twee vorstendommen waren daarom niet vertegenwoordigd in de Beierse Kreits of op de Rijksdag.
De gebieden die Wolfgang Willem aan zijn broers afstond waren al eerder als apanage voor niet erfgerechtigde leden van de dynastie gebruikt. Tussen 1569 en 1604 werden Sulzbach en Hilpoltstein geregeerd door Otto Hendrik. Vohenstrauß, Floß en Parkstein-Weiden waren tussen 1569 en 1597 in het bezit van Frederik. Beide waren jongere broers van Filips Lodewijk van Palts-Neuburg. Toen Otto Hendrik en Frederik kinderloos stierven waren hun gebieden weer onderdeel van Palts-Neuburg geworden.
Wolfgang Willem had zich in 1613 bekeerd tot het rooms-katholicisme. Zijn broers waren echter luthers gebleven. De religieuze tegenstelling leidde meteen tot conflicten tussen de broers. Volgens het principe "Cuius regio, eius religio", dat in 1555 met de vrede van Augsburg was vastgelegd, had de heerser van een gebied het recht om het geloof van zijn onderdanen te bepalen. Wolfgang Willem beweerde dat dit recht afhing van zijn landeshoheit en probeerde tegen de wil van zijn broer August het rooms-katholicisme in Palts-Sulzbach te ondersteunen. In 1627, tijdens de Dertigjarige Oorlog, liet Wolfgang Willem Palts-Sulzbach bezetten en voerde hij de contrareformatie door. Alleen in de hofkerk bleef de Lutherse dienst toegestaan. Na de Zweedse inval in Duitsland in 1630 trad August in dienst van de Zweedse koning Gustaaf Adolf. Terwijl August in 1632 in het gevolg van de Zweedse koning München binnentrok werd Sulzbach door Beierse troepen ingenomen en geplunderd. Korte tijd later wist een groep Zweedse ruiters de stad te heroveren. Na de Zweedse nederlaag bij Nördlingen in 1634 werd Sulzbach weer door Beieren bezet.
Paltsgraaf August stierf in 1632. Hij werd opgevolgd door zijn oudste zoon, Christiaan August, die vanwege de oorlog echter niet terug kon keren naar Sulzbach. Pas nadat in 1648 de Vrede van Westfalen gesloten werd, waarmee een einde kwam aan de Dertigjarige Oorlog, kon Christiaan August daadwerkelijk de regering van zijn vorstendom overnemen. In het vredesverdrag was afgesproken dat de religieuze situaties zoals die was in 1624 hersteld zou worden. Vanwege de landeshoheit van Palts-Neuburg bleef echter onduidelijk of dat ook voor Palts-Sulzbach gold. Op 12 februari 1652 sloten Christiaan August en erfprins Filips Willem van Palts-Neuburg in Keulen een overeenkomst, waarin ze Palts-Sulzbach tot simultaneum verklaarden. Katholieken en lutheranen kregen gelijke rechten en alle kerkgebouwen mochten door beide groepen gebruikt worden. Deze regeling was uniek voor die tijd: Palts-Sulzbach was het eerste vorstendom in het Heilige Roomse Rijk waar deze vorm van tolerantie werd toegepast.

### Onafhankelijkheid
In 1655 bekeerde Christiaan August zich tot het katholicisme, waardoor een nieuwe verhouding met Palts-Neuburg mogelijk werd. Op 12 januari 1656 sloten Christiaan August en Filips Willem het vergelijk van Neuburg, waarin Palts-Neuburg al zijn rechten over Palts-Sulzbach opgaf en het vorstendom volledig rijksvrij werd. Hoewel de keizer het verdrag bevestigde kreeg Palts-Sulzbach geen recht op een stem in de Rijksdag. Wel kreeg het land in 1697 stemrecht in de Beierse Kreits. Christiaan August hield het simultaneum in stand, hoewel hij het katholicisme wel probeerde te bevorderen. Zo richtte hij in Sulzbach de Sint Annakerk op als katholiek bedevaartsoord. In 1666 kregen ook de Joden het recht zich in Sulzbach te vestigen. In 1684 vestigden een groep joden die uit het graafschap Störnstein verdreven waren zich in het kleine stadje Floß.
In 1694 stierf het Huis Palts-Veldenz uit. Christiaan August maakte aanspraken op een deel van de erfenis, maar ook de keurvorst van de Palts en de hertog van Palts-Zweibrücken eisten hun deel op. Pas in 1733 kwam een eind aan de erfstrijd en kreeg Palts-Sulzbach de helft van het Graafschap Lützelstein.

### Vereniging met de Palts en Beieren
Christiaan Augusts opvolger Theodoor Eustachius probeerde door middel van mercantilistische maatregelen de economie van het land te bevorderen. Hij kocht landerijen die in het bezit waren van edelen aan en richtte verschillende nieuwe manufacturen op. Vanwege een affaire waarbij een lading munitie uit Palts-Sulzbach die bestemd was voor het keizerlijke arsenaal in Wenen in handen van de Turken was gevallen moest Theodoor Eustachius zich terugtrekken naar Dinkelsbühl. Hoewel de beschuldigingen tegen hem werden ingetrokken stierf Theodoor Eustachius op 11 juli 1732 in Dinkelsbühl, voordat hij het bestuur van Sulzbach weer op zich had kunnen nemen. Hij werd opgevolgd door zijn zoon Johan Christiaan, die echter maar een jaar regeerde.
Ondertussen was duidelijk geworden dat het Huis Palts-Neuburg op het punt stond om in mannelijke lijn uit te streven. Zowel keurvorst Johan Willem (1658-1716) als zijn jongere broer Karel III Filips (1661-1642) hadden geen erfgerechtigde kinderen. Hierdoor werd Karel Theodoor van Palts-Sulzbach de beoogde erfgenaam van de Palts, Palts-Neuburg en de hertogdommen Gulik en Berg. Via zijn moeder erfde Karel Theodoor daarnaast nog het markiezaat Bergen op Zoom. Karel Theodoor werd in Mannheim opgevoed en bezocht Sulzbach maar twee keer in zijn leven. Toen Karel Theodoor in 1742 zijn erfenis in bezit nam verloor Palts-Sulzbach zijn belang als zelfstandig vorstendom. In de Beierse Kreits werden de stemmen van Palts-Sulzbach en Palts-Neuburg verenigd. Wel hield het vorstendom zijn eigen zelfstandige regering. Het vorstendom werd in 1765 zelfs uitgebreid met het Pflegemat Pleystein. In 1767 werd Sulzbach weer een residentie nadat Karel Theodoors nicht Maria Francisca Dorothea het kasteel als weduwezetel uitkoos.
In 1777 erfde Karel Theodoor nog het keurvorstendom Beieren. Op het Hertogdom Palts-Zweibrücken na had hij alle gebieden die door het Huis Wittelsbach werden geregeerd onder zijn heerschappij verenigd. Om het bestuur te vergemakkelijken werden de regeringen van Palts-Neuburg en Palts-Sulzbach in 1791 opgeheven en samengevoegd met de regering van de Beierse Opper-Palts. In 1808 werden de Staten van Sulzbach formeel ontbonden, waardoor de laatste resten van het vorstendom waren verdwenen en het land volledig opging in het Koninkrijk Beieren.

## Bestuur

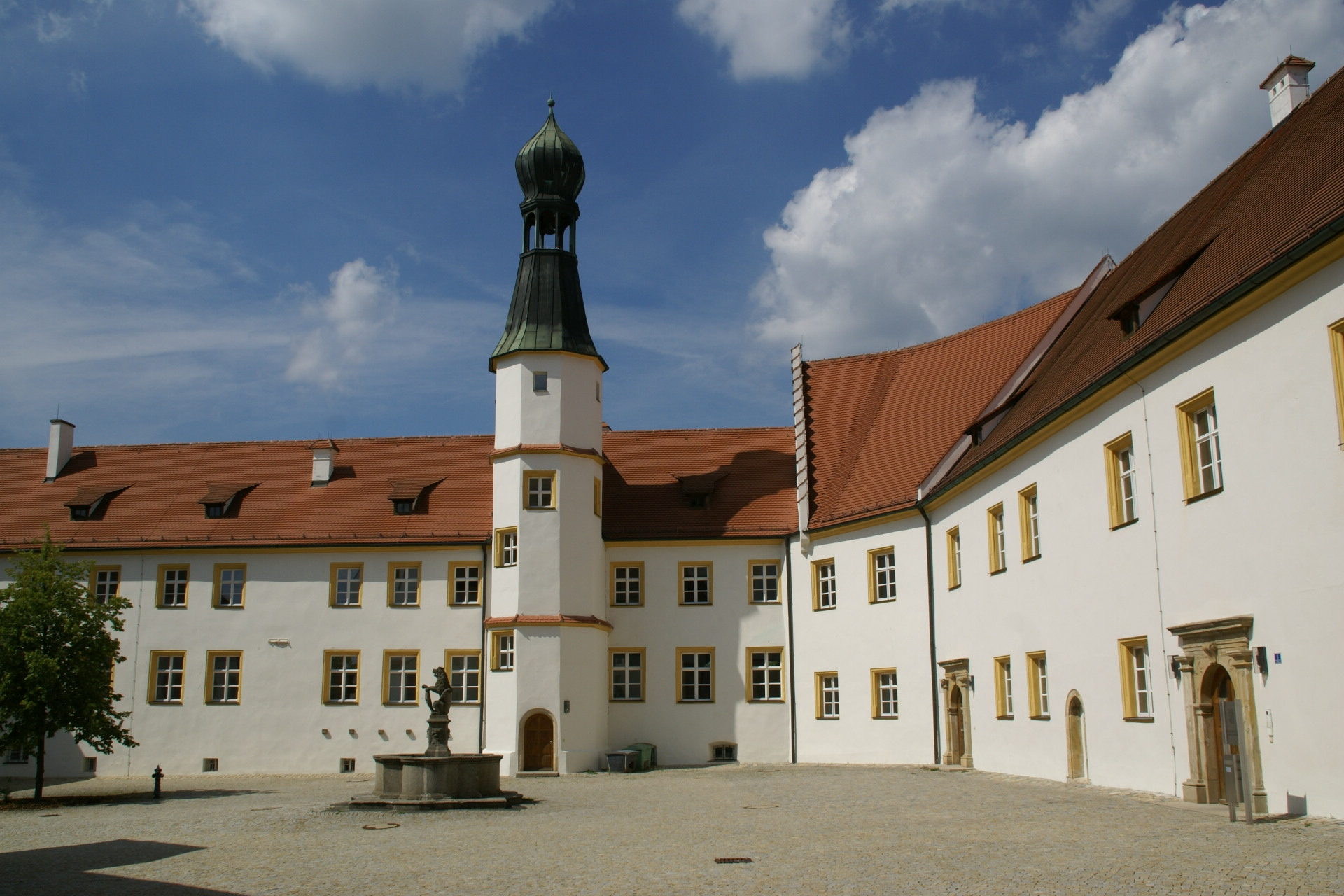
Het kasteel van Sulzbach was het bestuurlijke centrum van het vorstendom.

De vorst van Palts-Sulzbach werd bij de regering ondersteund door een hofraad (Hofrat) en een hofkamer (Hofkammer). Beide centrale organen werden tussen 1615 en 1616 opgericht. De hofraad hield zich bezig met het dagelijks bestuur, terwijl de hofkamer verantwoordelijk was voor de financiën. In de 18e eeuw werd de hofraad ook wel regering (regierung) genoemd. In 1623 werd een lehenpropst benoemd, die verantwoordelijk was voor de kerkelijke leiding in het vorstendom. Vanaf 1656 kwamen de bossen en de jacht onder leiding te staan van een Oberstforstmeister, hoewel dit ambt niet continu bezet bleef. Tijdens de regering van Theodoor Eustachius (1708-1732) stonden de landsheerlijke domeinen en manufacturen onder beheer van een speciale directie.
Tijdens de minderjarigheid van Karel Theodoor tussen 1733 en 1741 stond het vorstendom onder bestuur van een raad die de voogdij waarnam: de Obervormundschaftsrat. Nadat Karel Theodoor in 1742 keurvorst van de Palts geworden was, werden de hofraad en de hofkamer van Palts-Sulzbach verenigd en onder het bestuur van de geheime conferentie in Mannheim geplaatst. Vanaf 1791 werden de aparte bestuursorganen van Palts-Sulzbach een voor een opgeheven. De regering van de Opper-Palts in Amberg nam hun taak over. De regering en de hofkamer verdwenen in 1791, de Oberstforstmeister in 1793 en de lehenpropst in 1803.

### Staten
De Staten van Palts-Sulzbach bestonden uit de adel en de vertegenwoordigers van de steden en markten. Door het vergelijk van Neuburg in 1656 werden de Staten van Palts-Sulzbach ontheven van hun plicht van trouw aan de vorst van Palts-Neuburg. In 1661 riep Christiaan August de Staten voor de eerste en laatste keer bijeen op een landdag in Sulzbach. De Staten van Palts-Sulzbach hebben zich nooit stevig gevestigd. Formeel werden de standen echter pas in 1808 opgeheven.

## Economie
Evenals andere Duitse vorstendommen was Palts-Sulzbach een overwegend agrarisch gebied. Theodoor Eustachius probeerde door middel van mercantilistische maatregelen de economie van zijn land te versterken. Hij bevorderde de ontwikkeling van proto-industriële werkplaatsen en kocht adellijke landgoederen op die als landsheerlijke domeinen bestuurd werden. In 1709 werd bij Sulzbach een molen voor het malen van buskruit geopend en in 1710 volgenden twee papiermolens in Vohenstrauß en Sigras. Tussen 1717 en 1719 werd in Weiherhammer een hamersmidse met een hoogoven gebouwd.

## Cultuur
Vooral tijdens de regering van Christiaan August speelde Palts-Sulzbach een grote rol op cultureel gebied. De paltsgraaf was persoonlijk geïnteresseerd in theologie en theosofie en nodigde kenners van deze studies uit om zijn hof te bezoeken. Sulzbach groeide door Christiaan Augusts mecenaat uit tot een centrum voor de studie van de alchemie, de kabbala, de hermetiek en het neoplatonisme. De belangrijkste geleerden aan het Sulzbachse hof waren Franciscus Mercurius van Helmont en Christian Knorr von Rosenroth, die zich vooral bezighield met de studie van het Hebreeuws en de kabbala.
Christiaan August gaf ook drukprivileges aan de protestantse Abraham Lichtentaler en de joodse Isaak Kohen. In de 18e eeuw werden in hun werkplaatsen werken gedrukt die in het hele zuiden van Duitsland, Polen, Bohemen en Oostenrijk verspreid werden, waaronder uitgaven van de Zohar en de Talmoed.

## Grondgebied

Kaart van Palts-Sulzbach in 1789.

Het vorstendom Palts-Sulzbach bestond uit drie niet aaneengesloten gebieden in de Opper-Palts, in het huidige Beierse Regierungsbezirk Oberpfalz. In het westen grensde het aan de rijksstad Neurenberg en in het oosten aan het koninkrijk Bohemen. Het Bambergse amt Vilseck lag ingeklemd tussen het amt Sulzbach en het amt Parkstein-Weiden. Ook het graafschap Störnstein lag tussen Sulzbachse gebieden in.
Bij de oprichting bestond het vorstendom uit drie ämter (Sulzbach, Flossenbürg en Vohenstrauß) en de helft van het condominium Parkstein-Weiden. De andere helft van Parkstein-Weiden stond aanvankelijk onder bestuur van de Palts, maar in 1623 werd dit deel overgedragen aan Palts-Neuburg. In 1714 droeg Johan Willem van Palts-Neuburg zijn rechten in Parkstein-Weiden over aan Palts-Sulzbach, waarmee een einde aan gedeelde bestuur over het gebied kwam. In 1765 werd het vorstendom voor het laatst uitgebreid, toen keurvorst Karel Theodoor het pflegamt Pleystein onder het bestuur van de regering in Sulzbach plaatste.

## Heersers
- 1614 - 1632: August
- 1632 - 1708: Christiaan August
- 1708 - 1732: Theodoor Eustachius
- 1732 - 1733: Johan Christiaan
- 1733 - 1791: Karel Theodoor